# Parry Patch
Das Parry Patch ist eine Untiefe im Archipel der Südlichen Shetlandinseln. In der Nelson Strait liegt sie 5 km nordwestlich des Harmony Point von Nelson Island.
Richard Sherratt (1774–unbekannt), Kapitän des Robbenfängers Lady Trowbridge aus Liverpool, der zwischen 1820 und 1821 im Gebiet um die Südlichen Shetlandinseln operierte, benannte die heute als Nelson Strait bekannte Meerenge als Parry’s Straits oder Perry’s Straits. Diese Benennung setzte sich jedoch nicht durch. Das UK Antarctic Place-Names Committee übertrug Sherrats Benennung 1962 auf die hier beschriebene Untiefe. Namensgeber ist vermutlich der britische Polarforscher William Edward Parry (1790–1855).